# Triphyliet
Triphyliet of trifiliet is een lithium-ijzer-fosfaat (LiFePO4) dat van nature voorkomt als blauwige of grijzige, glasachtige orthorombische kristallen in fosfaat- en lithiumrijke pegmatiet. Triphyliet komt in alle mengverhoudingen met lithiofiliet LiMn(PO4) voor.

## Naamgeving en geschiedenis
Het mineraal werd in 1834 door de Duitse mineraloog Johann von Fuchs in een kwartsgroeve bij de Hennenkobel in Rabenstein, Beierse woud, gevonden en onderzocht. De naam is afgeleid van het Griekse 'tri' (drie) en 'phulon' (kind, familie), omdat in het mineraal drie verschillende kationen (ijzer, lithium en mangaan) aanwezig zijn.

## Klassifikatie
In de classificatie van Strunz hoort triphyliet bij de fosfaten zonder water zonder en vreemde anionen met middelgrote kationen; het vormt samen met ferrisikleriet, heterosiet, lithiofiliet, natrofiliet, purpuriet, sickleriet en simferiet een eigen onderafdeling.
De indeling volgens James Dwight Dana plaatst triphyliet ook in de groep „fosfaten zonder water“, nauwkeuriger aangeduid met de algemene formule „A+B2+XO4“.

## Kristalstructuur

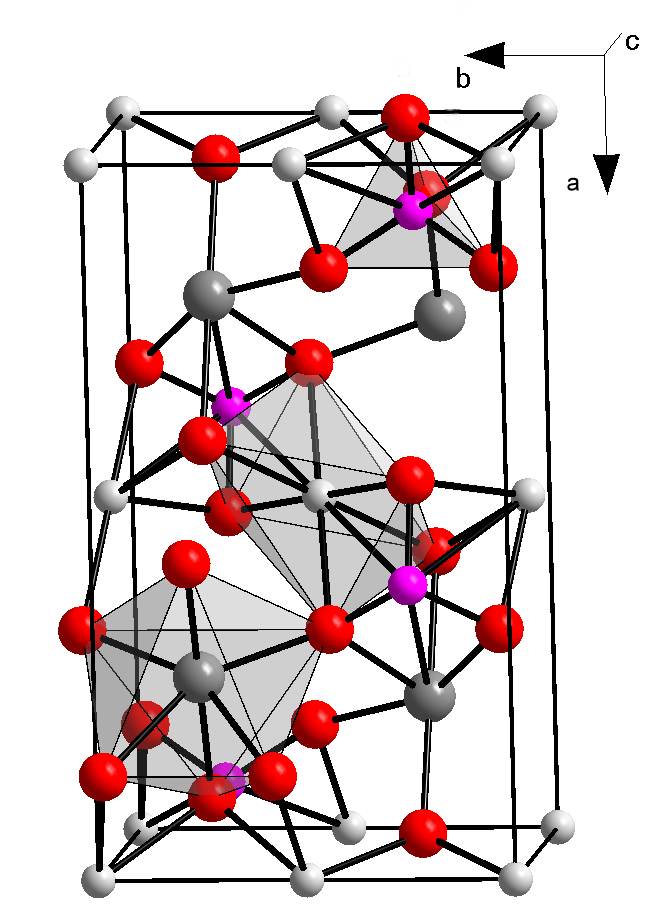
Kristalstructuur van Triphyliet

Triphyliet kristalliseert in het orthorombisch kristalsysteem in de ruimtegroep Pnma. Het lithium wordt vervormd gecoördineerd door zes zuurstofatomen en de ijzeratomen worden ook octaëdrisch gecoördineerd. Voor dit doel bevat de structuur geïsoleerde fosfaattetraëders. Triphyliet is oplosbaar in zoutzuur en zwavelzuur. Bij blootstelling aan water oxideert het ijzer waarbij onder meer sideriet ontstaat.

## Ontstaan en vindplaatsen
Triphyliet komt vooral voor in graniet-pegmatieten. Daarin is het het meest voorkomende fosfaat-mineraal. Het is verwant met heterosiet en andere ijzer-mangaanoxiden en -fosfaten, en met ertsmineralen als spodumeen, amblygoniet, kassiteriet en tantaliet.
Behalve de typelocatie zijn nog 232 vindplaatsen bekend (per februari 2010). Enkele van de belangrijkste zijn Hagendorf in Beieren, Tammela in Finland, Skellefteå (gemeente) en Norrö in Zweden, Chanteloube en Huréaux in Frankrijk, Bory (Tsjechië), Governador Valadares (microregio) in Brazilië, Point de Bois in Canada, Newport, Grafton, Newry, Keystone en Custer in de Verenigde Staten.

## Toepassing
De in Hagendorf voorkomende Triphyliet, waarvan de hoeveelheid 1800 tot 2000 ton bedroeg, werd voor de winning van lithium verbruikt. Synthetisch triphyliet wordt onder meer gebruikt in LFP-accu's, natuurlijk voorkomend triphyliet is daartoe onvoldoende zuiver.